# Fritz Syberg

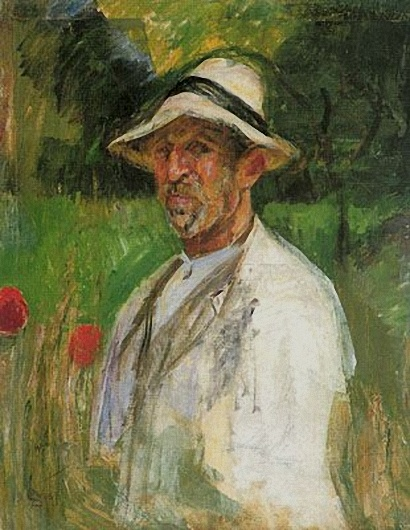
Syberg - Autorretrato - 1916

Christian Friedrich "Fritz" Wilhelm Heinrich Syberg ( 28 de julio de 1862 en Faaborg-20 de diciembre de 1939 en Pilegården cerca de Kerteminde ) fue un pintor paisajista danés. Perteneció al grupo de pintores de Fionia que se educaron en la Escuela de Zahrtmann. Fue el padre del escultor Hans Syberg y del ingeniero técnico Lars Syberg, quienes juntos desarrollaron la empresa Hans and Grethe Keramik, más tarde Lars Syberg Taastrup. Era hijo de un gerente de destilería Franz Friedrich Anthon Ernst Syberg y de Johanne Maria Jacobsen.

## Formación

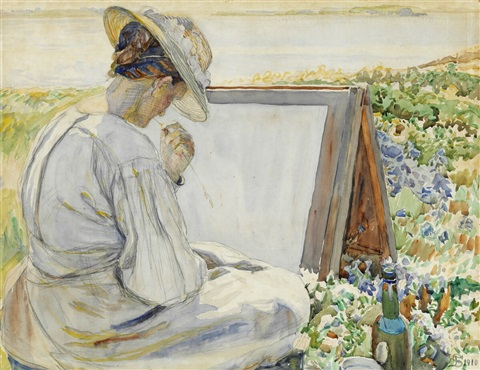
Fritz Syberg - Anna Syberg at her easel, 1910

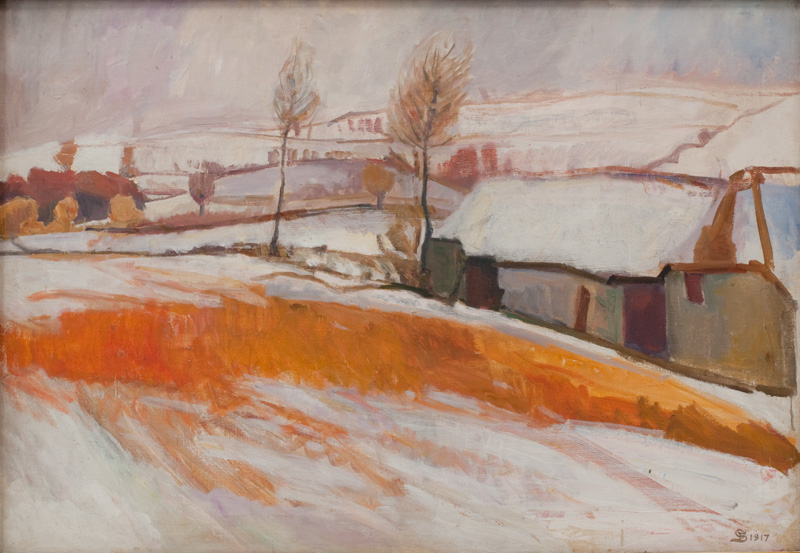
Syberg - Overkærby Bakke. Vinter 1917

Su infancia en Fåborg fue pobre. Se formó como artesano en 1882 y fue aprendiz de artesano del padre del pintor Peter Hansen, Peter Syrak Hansen, al mismo tiempo que recibía clases teóricas en Faaborg y Copenhague. Una breve estancia en la Academia de Bellas Artes en la primavera de 1884 fue seguida por el largo aprendizaje en la Escuela de Pintura de Zahrtmann bajo la dirección del afamado pintor Kristian Zahrtmann desde 1885 hasta aprox. 1891.
En sus primeras pinturas, Frits Syberg estuvo fuertemente influenciado por las enseñanzas de Zahrtmann y su colorido. Entre otras cosas, pueden apreciarse en Defunciones de 1890-92, que se puede encontrar en el Statens Museum for Kunst. Aquí, Fritz Syberg estudió la luz y mantuvo el recuerdo de la muerte de su madre en la Casa de los Pobres de Faaborg cuando era niño.

## Trayectoria
Como amigo de un joven pintor, iba de vacaciones a trabajar en Faaborg entre sus estancias de invierno en Copenhague en la Escuela de Zahrtmann. Estaba preocupado por las magníficas colinas en las cercanías de Svanninge, donde en 1900 pintó el famoso cuadro: Tarde en las colinas de Svanninge.
Junto con Peter Hansen y Johannes Larsen de Kerteminde, Syberg se hizo conocido como fundador del grupo de pintores de Fionia. Al grupo también se le llama los pintores de los agricultores, ya que pintaron en gran parte granjas, jardines, paisajes, migración de aves, vida cotidiana, caza, etc.

### En Kerteminde, Fionia
Syberg se trasladó de Svanninge en 1902 junto con su esposa, la pintora Anna Syberg, y sus hijos. Se mudaron a Pilegården, Kerteminde cerca de Møllebakken donde vivía Johannes Larsen. Allí encontró sus motivos principalmente en la región montañosa y en Fyns Hoved. Como paisajista, Fritz Syberg mantuvo sus raíces en Fionia, primero en Dyreborg y Svanninge como en la primavera de 1891-93 en ( Den Hirschsprungske Samling ) y en el famoso Aftenleg en Svanninge Bakker de 1900, ( Museo de Faaborg ) y más tarde en el área alrededor Kerteminde, donde el jardín y el creciente grupo de niños se convirtieron en sus motivos recurrentes.

Fritz Syberg siguió trabajando con motivos similares, entre otras cosas. en La llegada de la muerte 1905-1906 en el Museo Faaborg y Muerte en la cuna 1907, Funen Art Museum , 

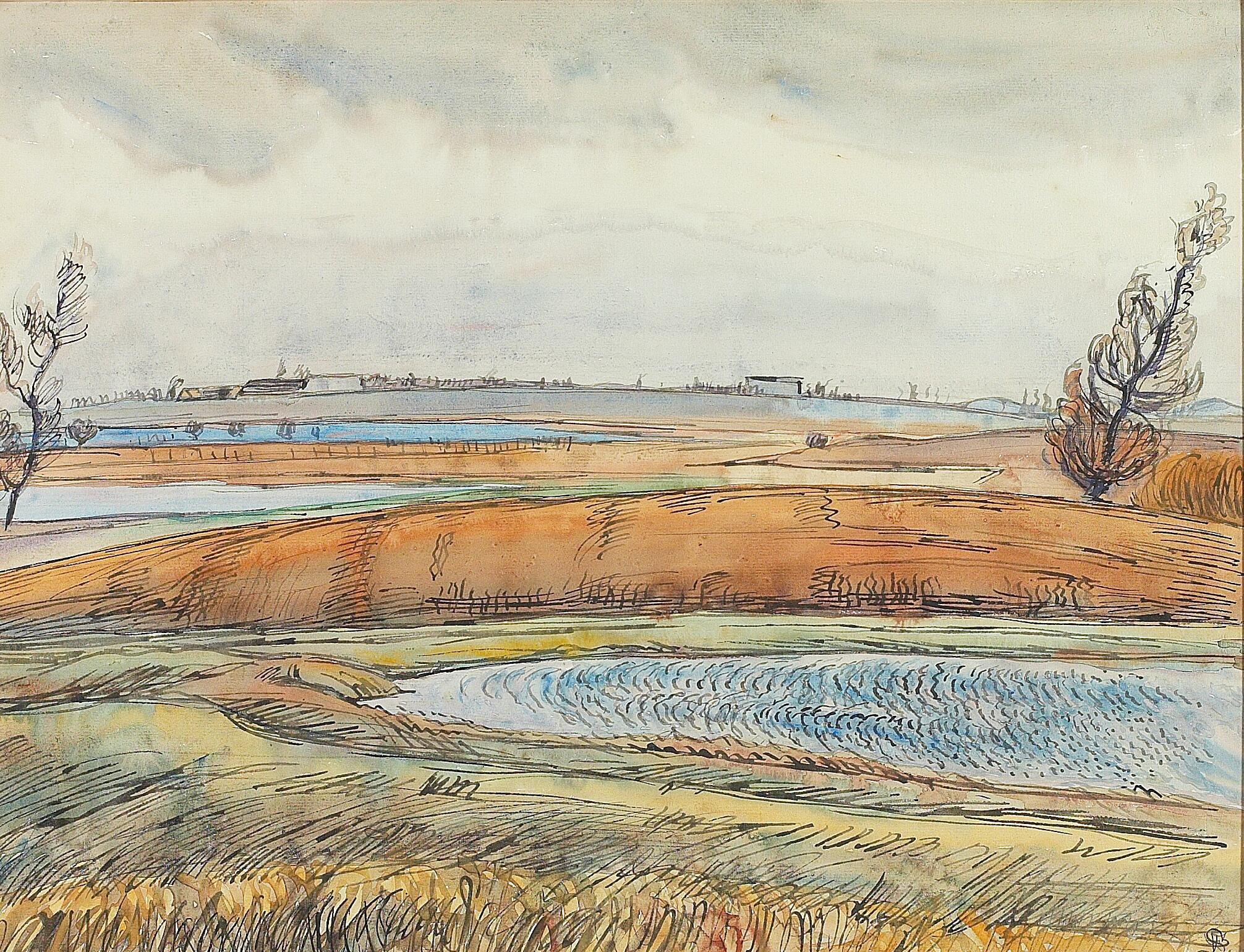
Fritz Syberg - Marklandskab med småsøer

Durante un tiempo pintó acuarelas, en su mayoría de aves y animales exóticos. Inspirado por su yerno, el pintor Harald Giersing, traslada de manera genial la técnica de la pintura a la acuarela al óleo, creando así una mayor ligereza que antes, tal y como se expresa en los óleos Autorretrato y Dormitorio de 1894, Museo Statens de Kunst.
Hizo varios viajes, entre ellos una visita de verano a Johannes Larsen en Suecia en 1899, Alemania en 1902, Italia 1905 junto con Jens Birkholm, Holanda y París en 1908 y una estancia más larga en Pisa desde 1910 hasta 1913. Fritz Syberg fue miembro de la Exposición Libre desde 1893 y en 1927 recibió la Medalla Thorvaldsen.

### Dibujos
Syberg dibujó con pluma y lápiz. Su obra principal en este ámbito son 18 dibujos a pluma grandes para La historia de una madre de HC Andersen, que se convirtió en una historia profundamente personal del destino de Syberg, cuya madre llegó a la Casa de los Pobres en Faaborg, donde murió cuando Fritz Syberg tenía 17 años. La familia y los amigos fueron utilizados como modelos, y tomó interiores y paisajes de su casa en Svanninge y las inmediaciones. Los dibujos se pueden encontrar hoy día junto con 30 de sus ilustraciones originales para El patito feo en The Royal Copperplate Collection en el Statens Museum for Kunst en Copenhague.
A partir de 1910, el Museo Faaborg dio a la gente de Fionia un mayor estatus. Una gran parte de la extensa producción de pinturas, acuarelas, dibujos y gráficos de Fritz Syberg se expone en el Museo Faaborg. A su muerte en 1939, Fritz Syberg era uno de los pintores mejor pagados de Dinamarca.
En 2006, unas esculturas de los dos grandes artistas de la ciudad, Johannes Larsen (1867-1961) y Fritz Syberg (1862-1939), fue erigida en Nordre Kirkerist junto a la iglesia parroquial de Kerteminde, por el escultor local Bjørn Nordahl.

## Galería

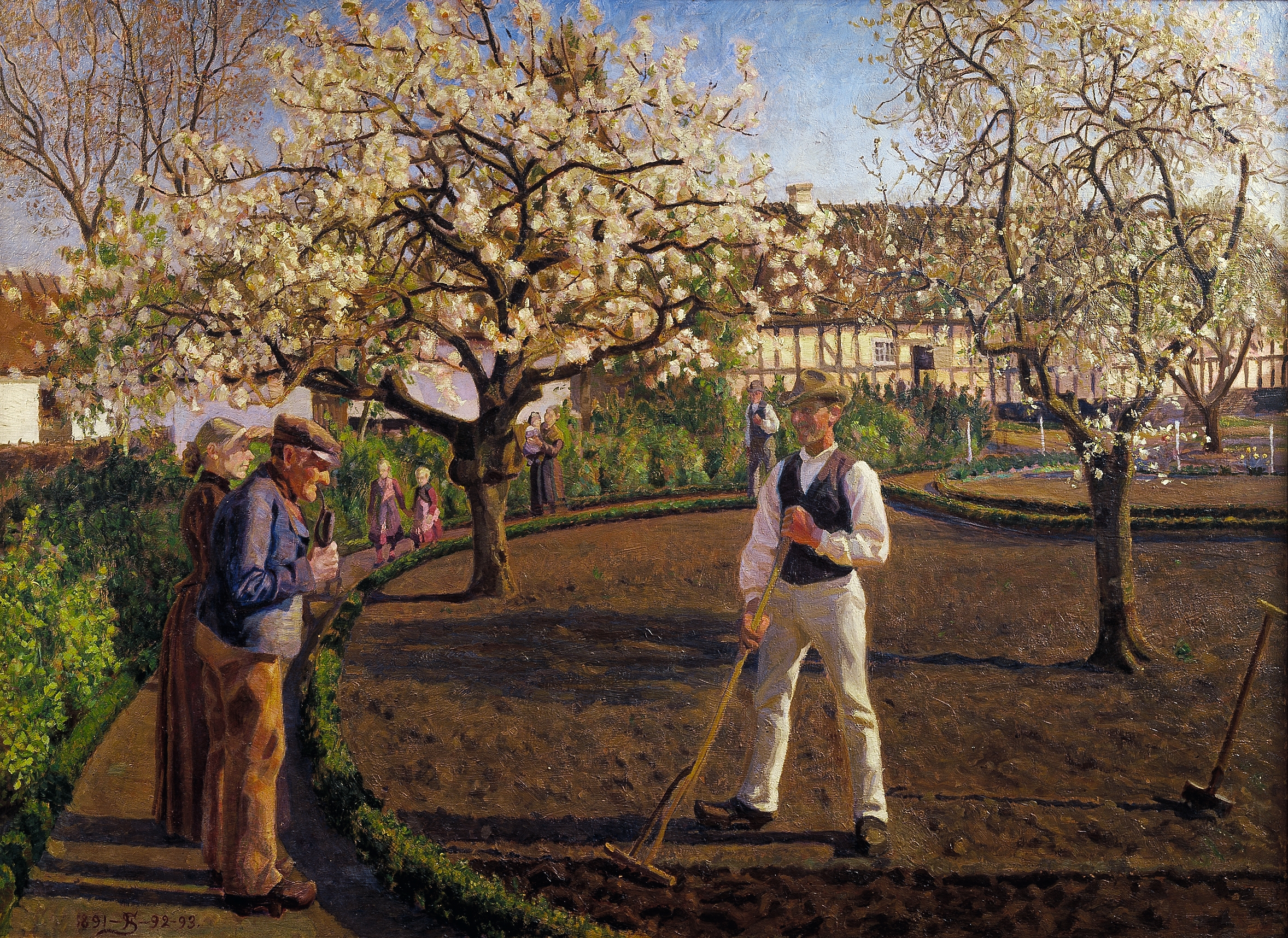
Fritz Syberg, Primavera, 1891 - 1893, Colección Hirschsprung
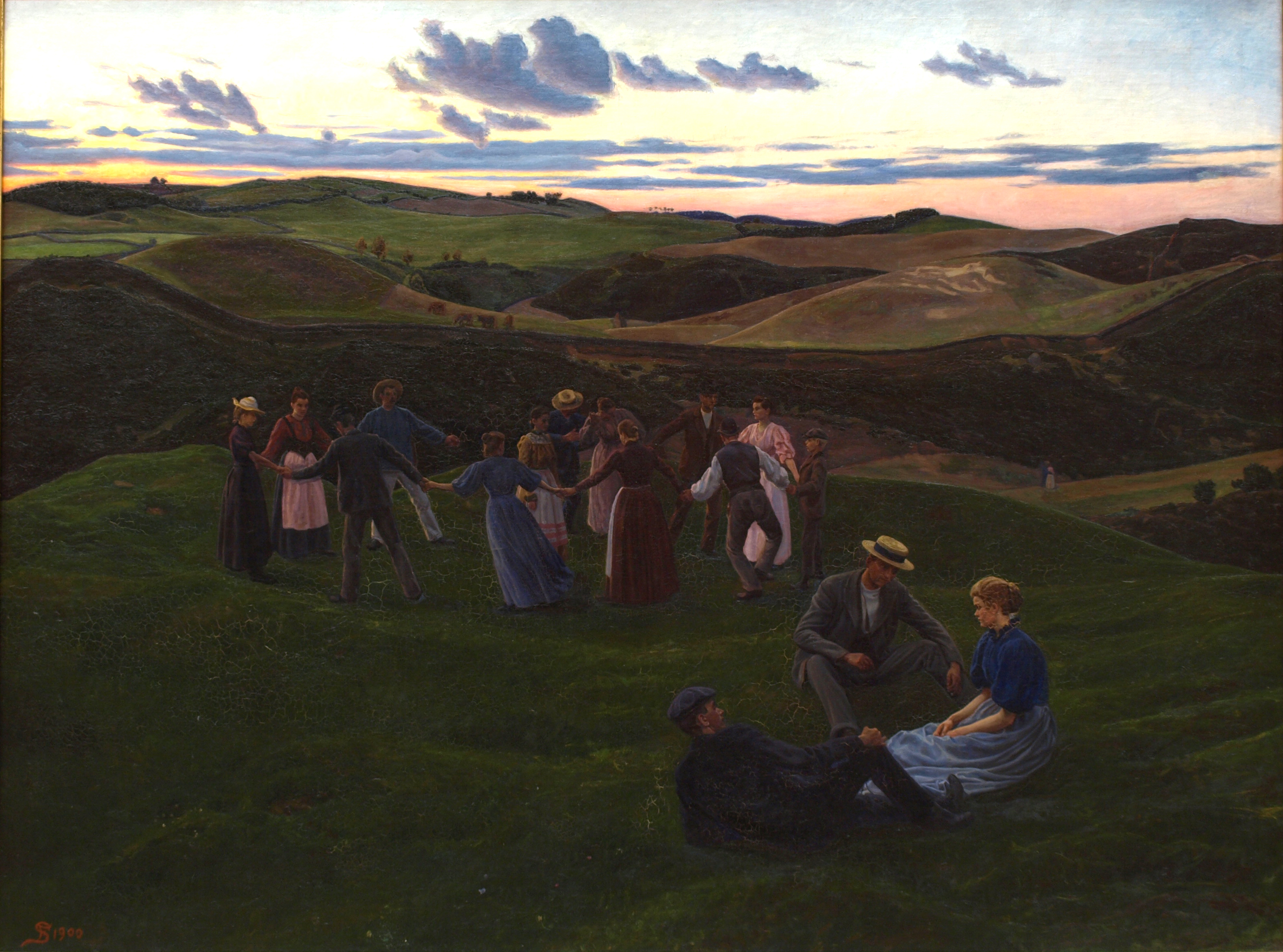
Fritz Syberg, obra de teatro vespertina en Svanninge Bakker, 1900, Museo de Fåborg
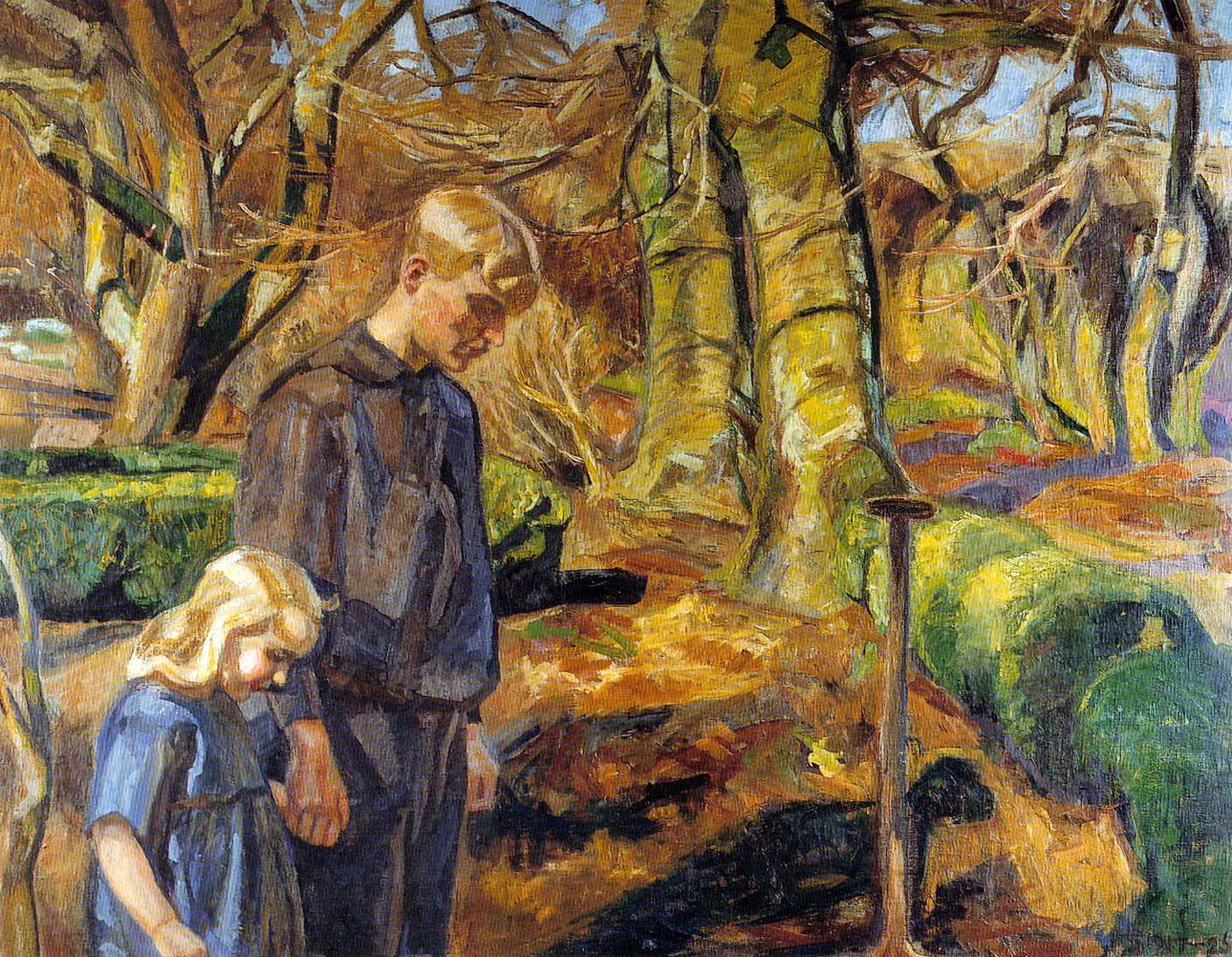
Fritz Syberg, Dos niños entierran un pájaro, 1917-1925, Museo Johannes Larsen
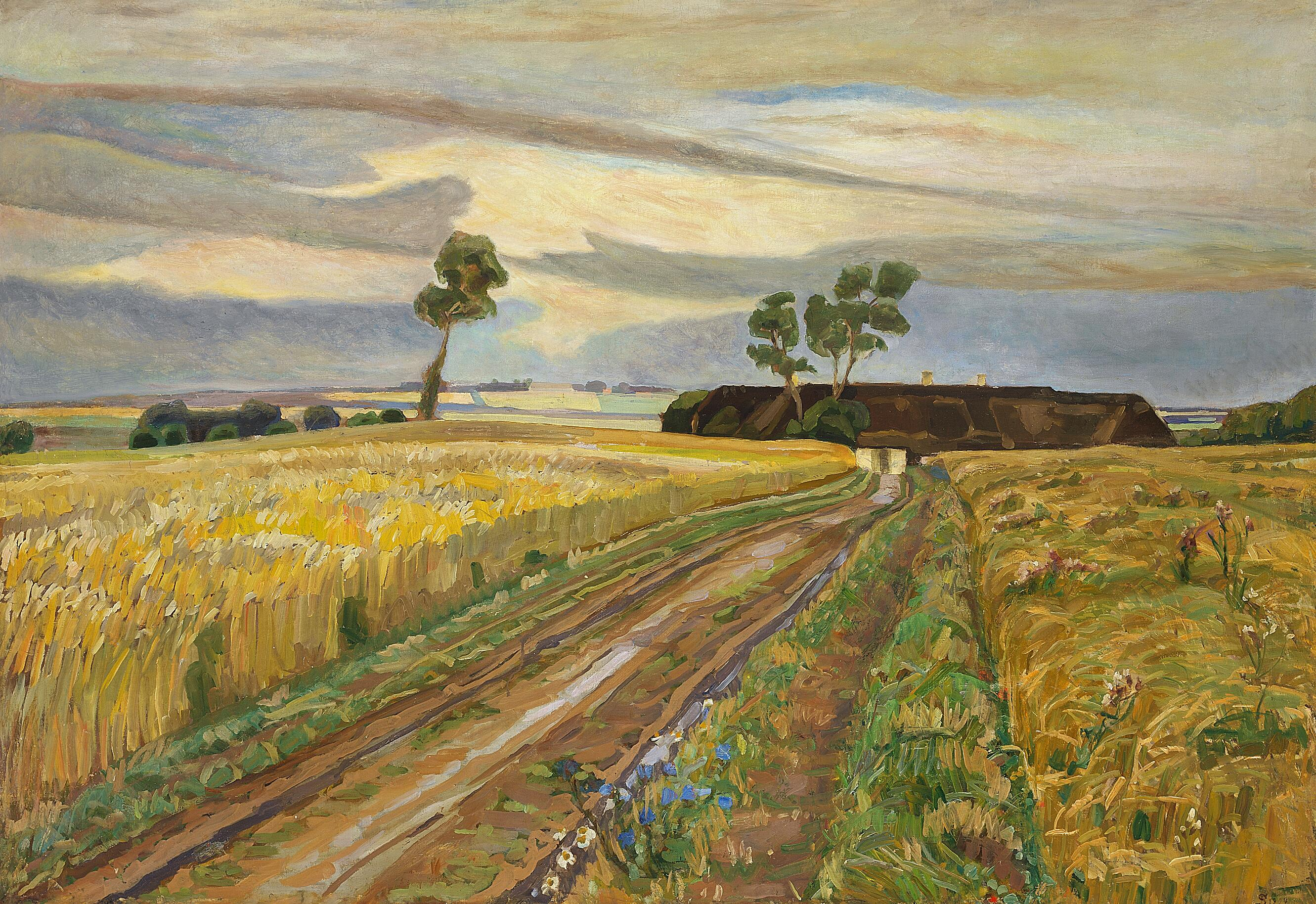
Fritz Syberg - Høstlandskab med bondegård - 1924
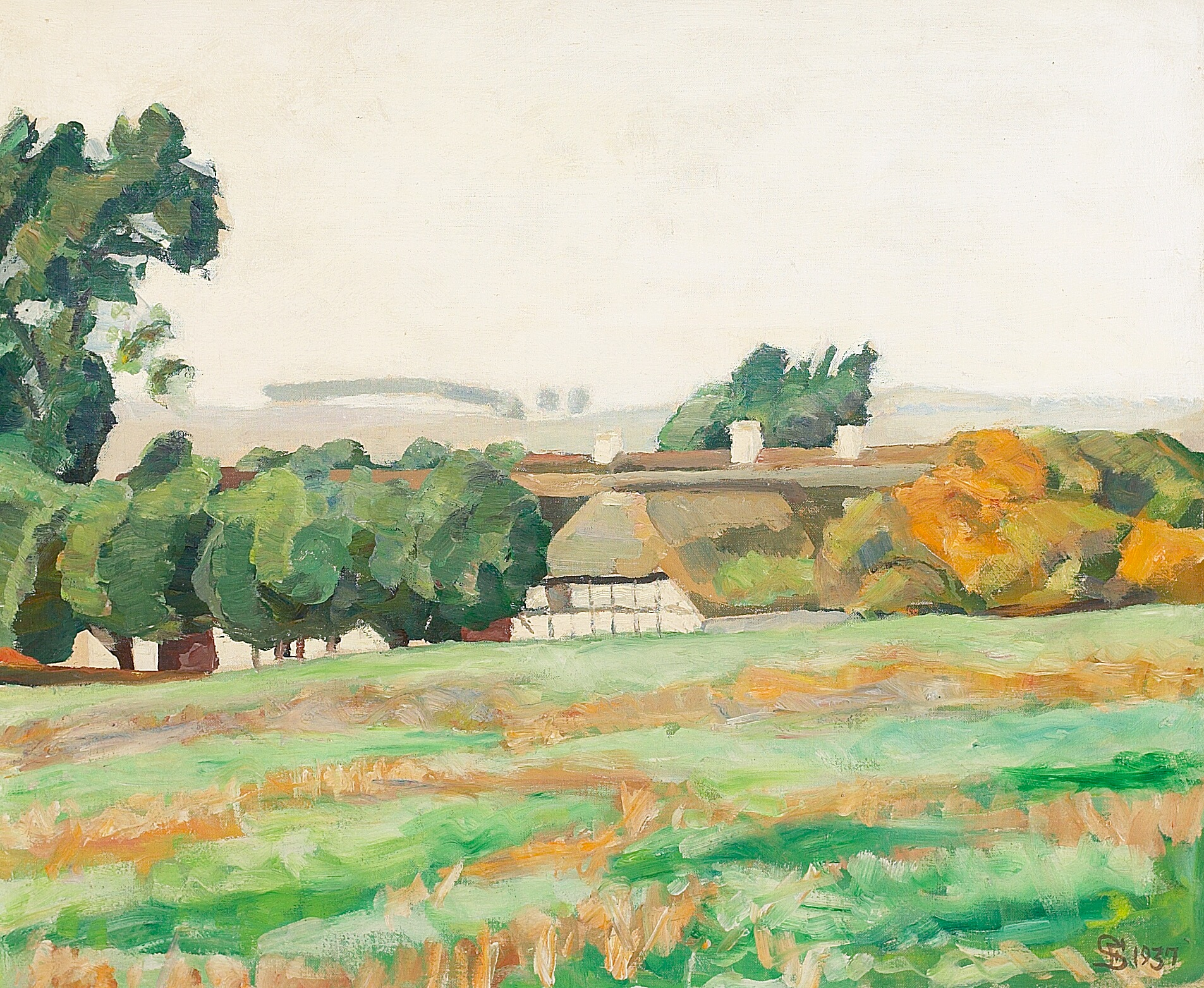
Fritz Syberg - Sommerlandskab - 1937
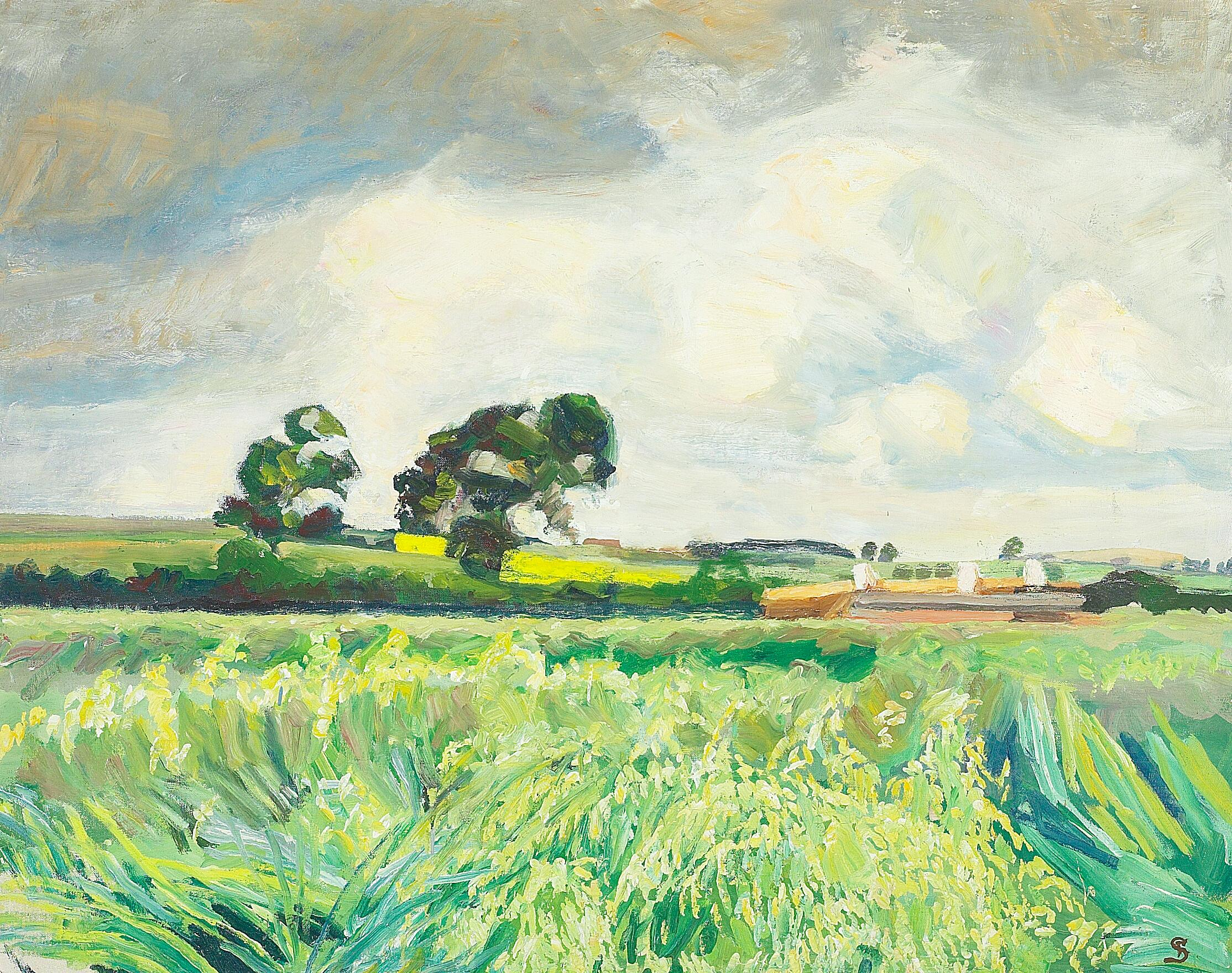
Fritz Syberg - Landskab
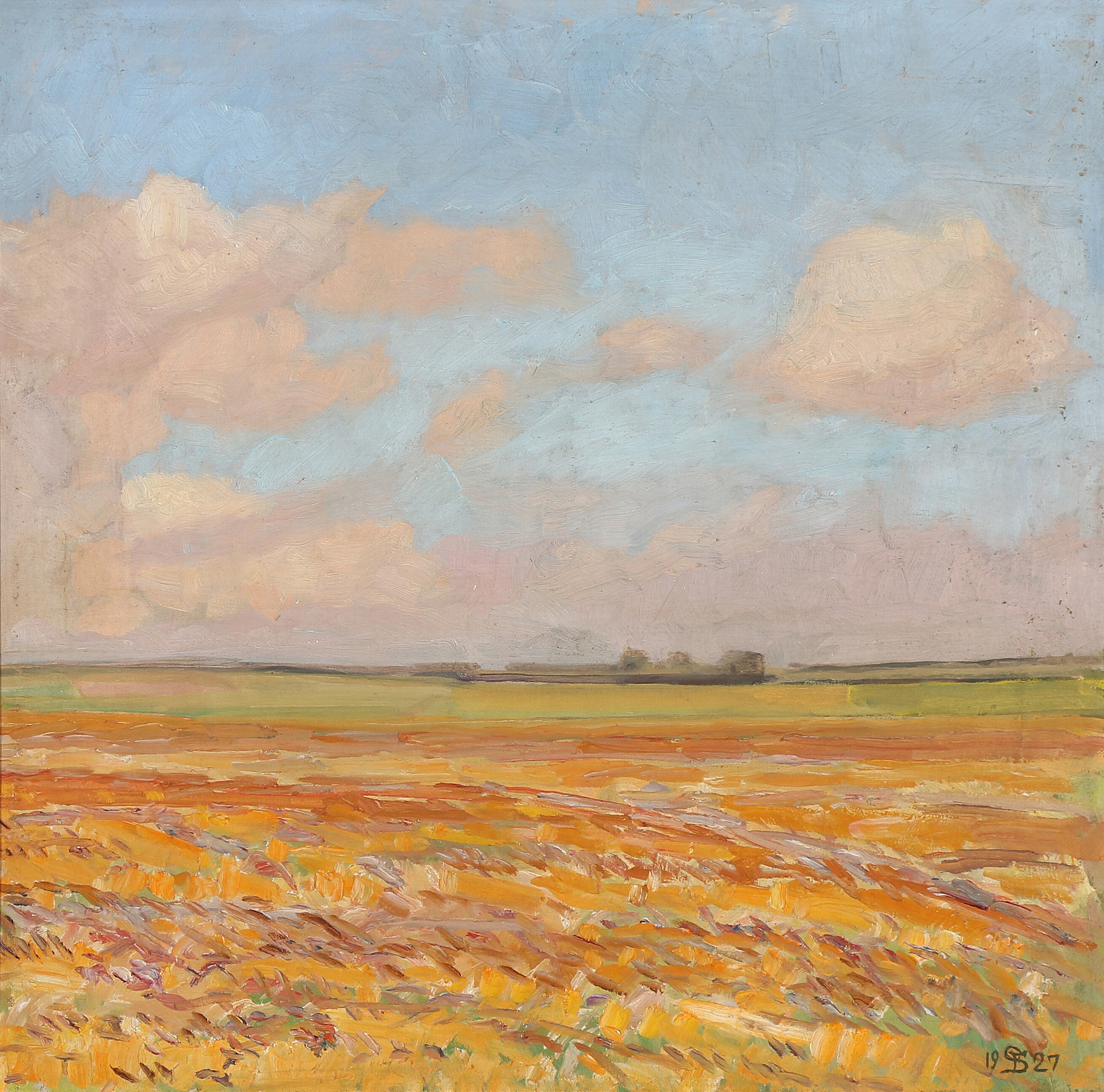
Fritz Syberg - Marken - 1927
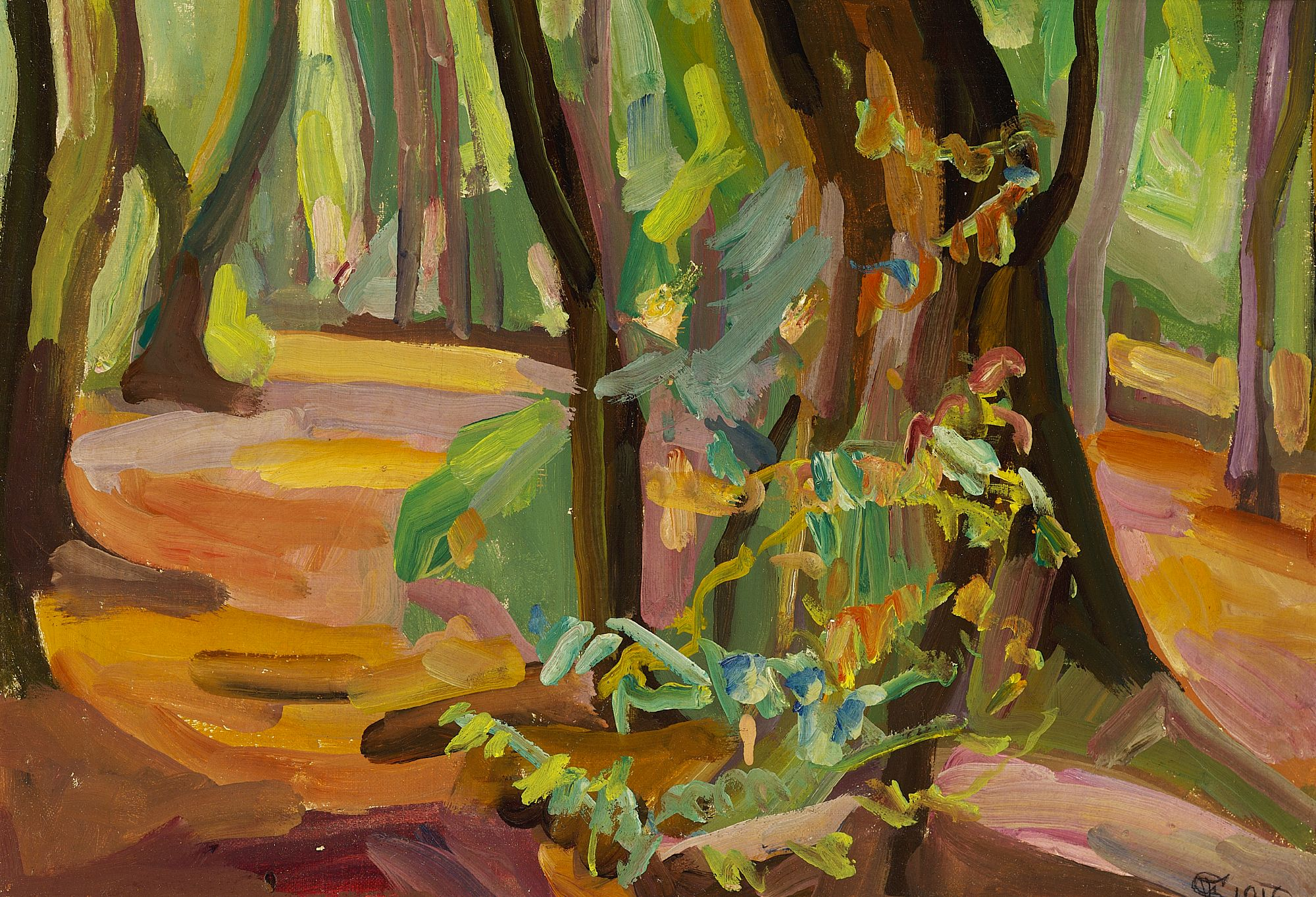
Fritz Syberg - Skovparti - 1916
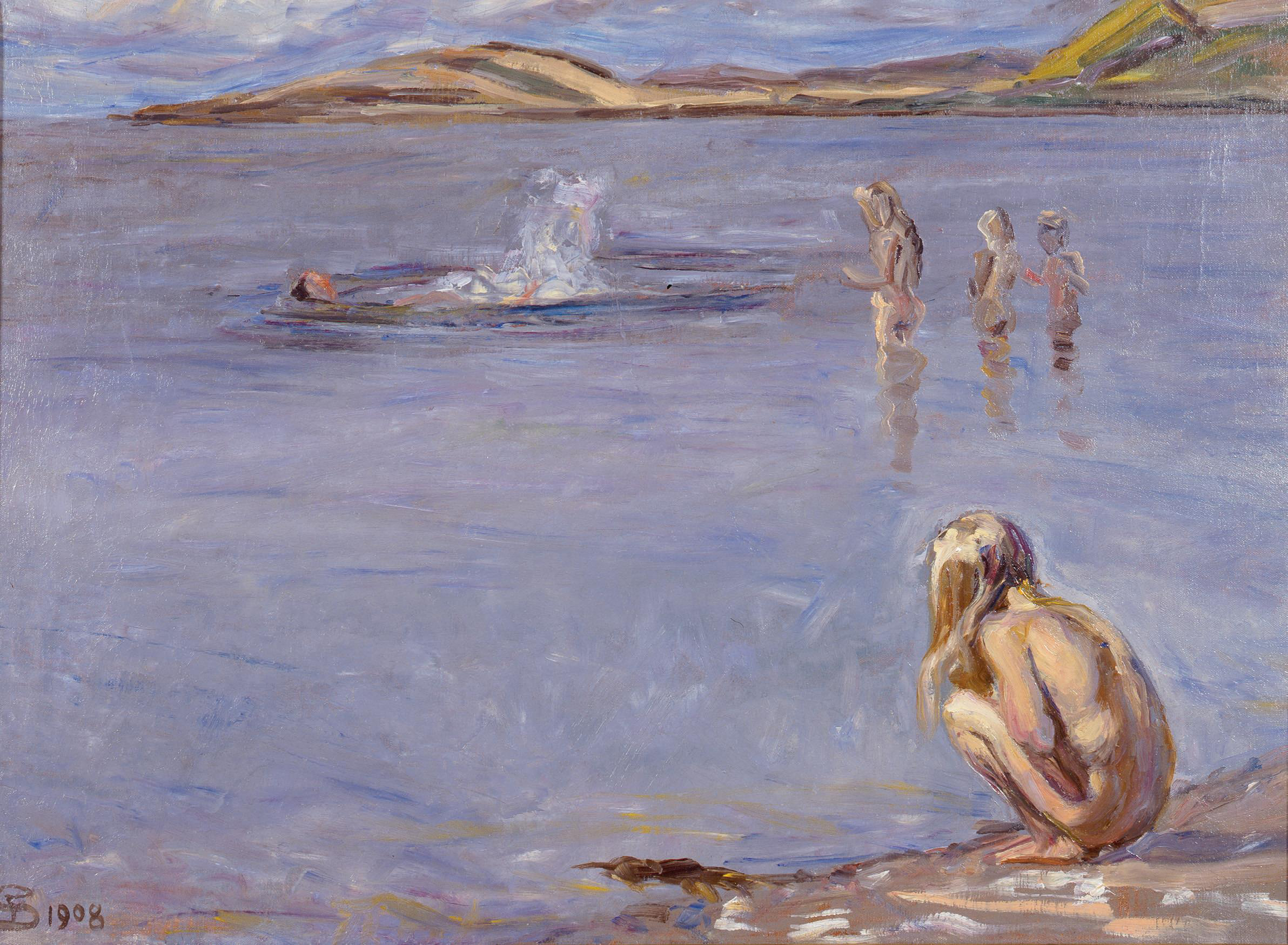
Fritz Syberg, Badende børn, 1908, 301, Faaborg Museum
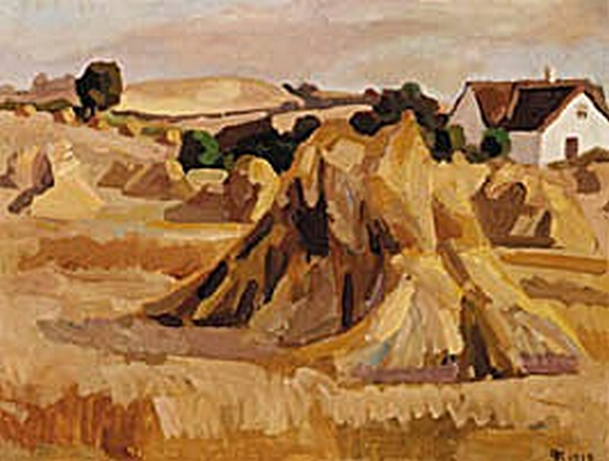
Fritz Syberg - Fynsk høstlandskab - 1919
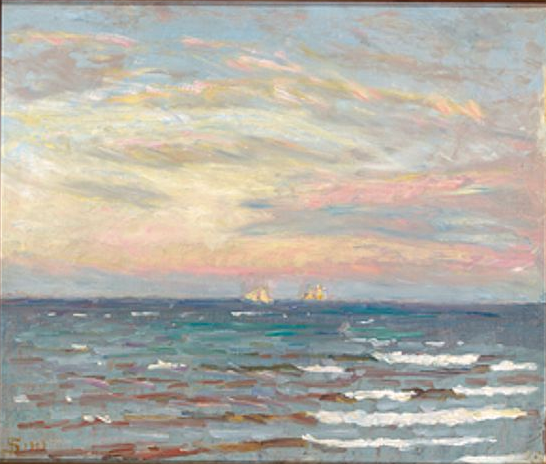
Fritz Syberg - Skibe mod horisonten - 1909
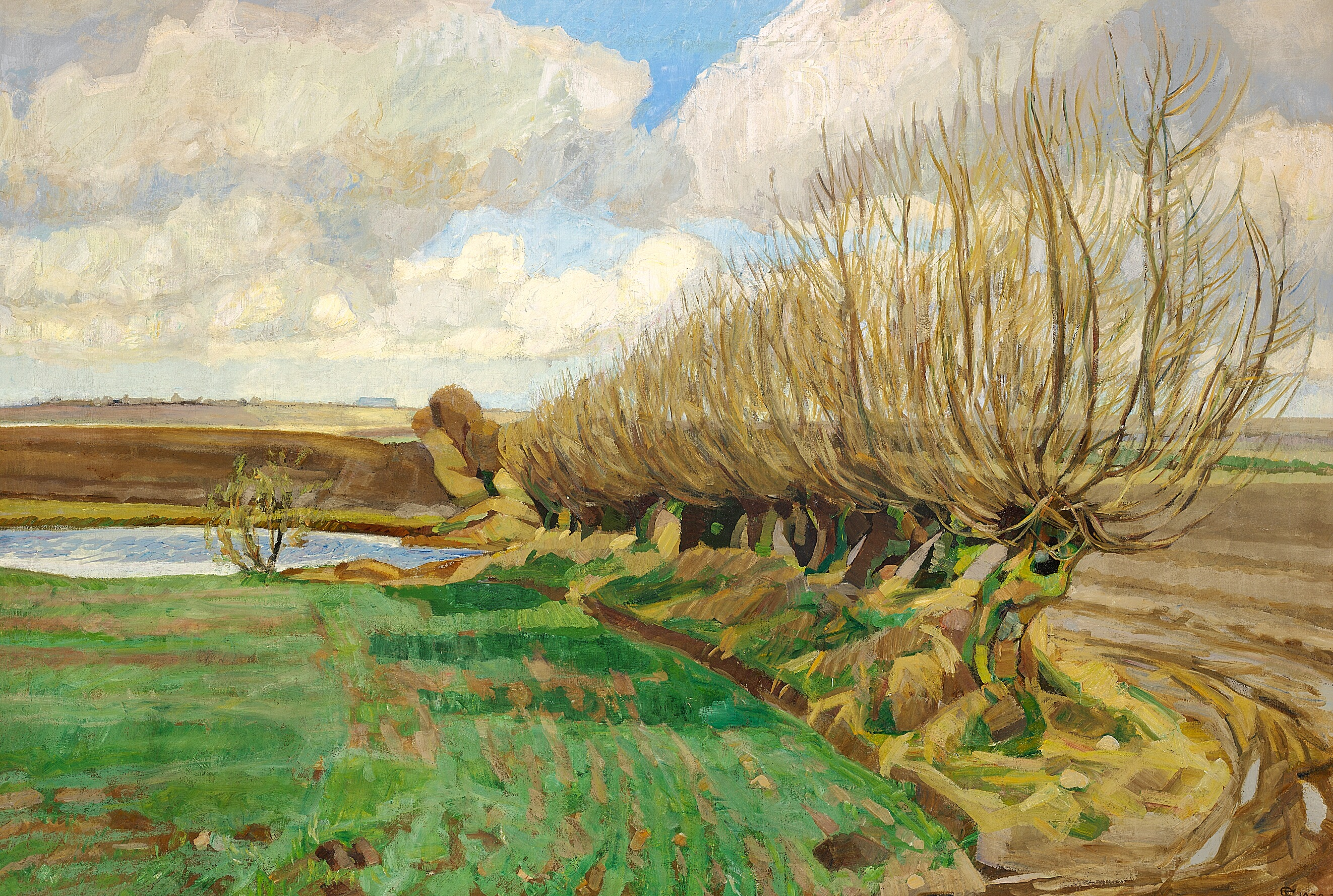
Fritz Syberg - Landskab med stynede popler - 1934
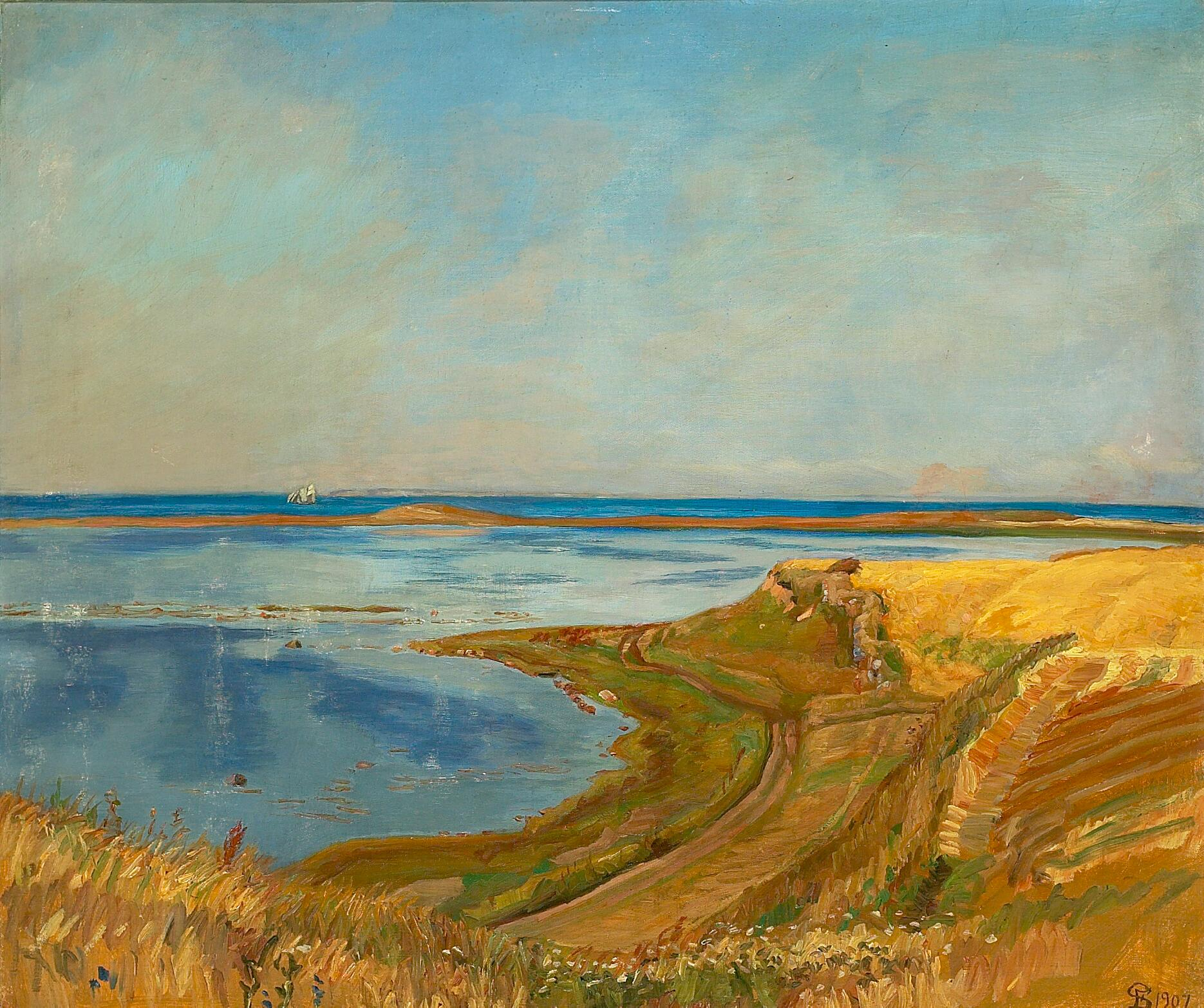
Fritz Syberg - Fynsk kystparti, i baggrunden sejlskib - 1907
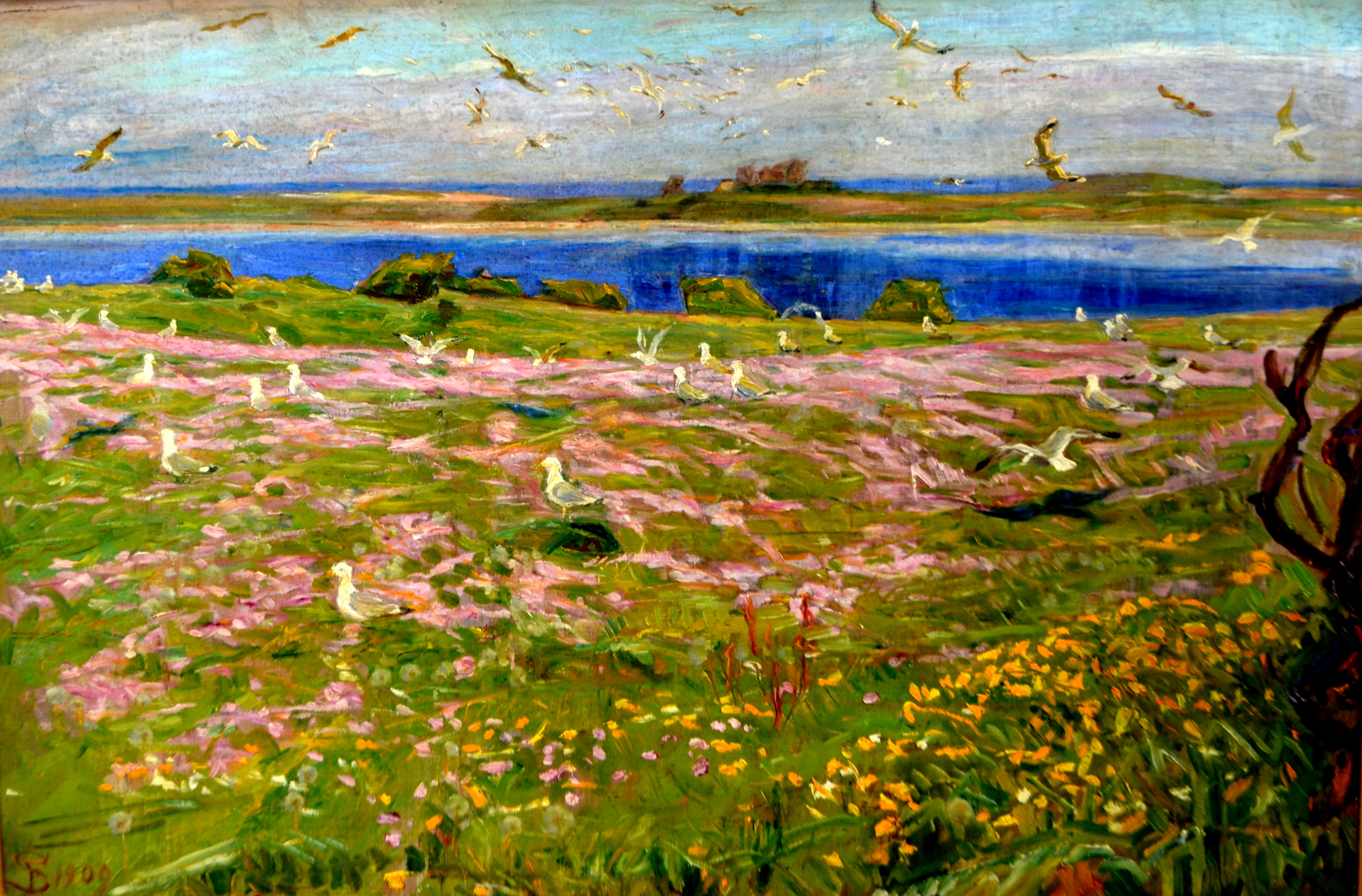
Fritz Syberg, Strandeng med havmåger ved Kerteminde, 1909, Johannes Larsen Museet
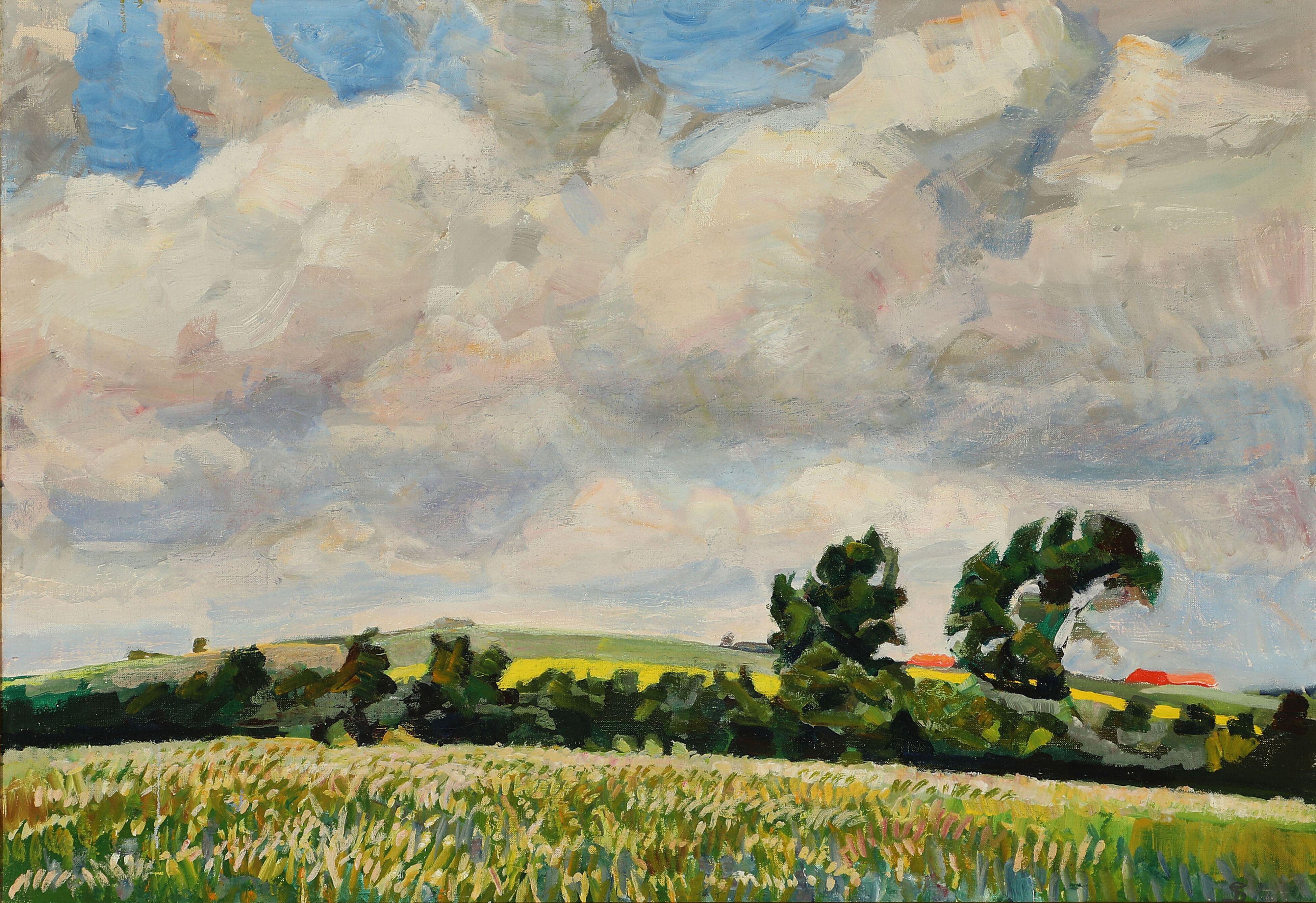
Fritz Syberg - Sommerlandskab med udsigt over blomstrende marker og enge